# Juan Pujol
Ne doit pas être confondu avec Joan Pujol Garcia.
Juan Pujol Pagés (né le 28 mai 1952 à Terrassa) est un coureur cycliste espagnol. Professionnel de 1976 à 1984, il obtient quatre victoires.
Son fils Óscar Pujol a également été cycliste professionnel.

## Palmarès

### Palmarès amateur
- 1972
  - Tour de Lleida
- 1973
  - 5e étape du Tour de l'Avenir
  - 3e du Tour de Navarre
- 1975
  - 1re étape de la Cinturón a Mallorca
  -  Médaillé d'argent du championnat du monde des militaires sur route
  -  Médaillé de bronze de la course en ligne des Jeux méditerranéens

### Palmarès professionnel
| - 1976 - GP Vizcaya - 3e du championnat d'Espagne de la montagne - 5e de la Semaine catalane - 7e du Tour de Romandie - 10e du Tour d'Italie - 1977 - 2eb étape du Tour de La Rioja (contre-la-montre par équipes) - 2e du GP Pascuas - 4e du Tour de Catalogne - 5e du Tour de Suisse | - 1978 - Gran Premio Nuestra Señora de Oro - 6e de la Semaine catalane - 1979 - 7e étape du Challenge Costa del Azahar - 1980 - 6eb étape du Tour des Asturies - 3e du Tour des Asturies |

## Résultats sur les grands tours

### Tour de France
2 participations
- 1978 : 32e
- 1980 : éliminé (14e étape)

### Tour d'Italie
3 participations
- 1976 : 10e
- 1977 : 34e
- 1982 : 46e

### Tour d'Espagne
6 participations
- 1979 : 20e
- 1980 : 24e
- 1981 : 18e
- 1982 : 26e
- 1983 : 43e
- 1984 : 18e